# 外交官試験
外交官試験（がいこうかんしけん）は、かつて存在した外務省のキャリア国家公務員採用試験の通称・総称。明治27年（1894年）に開始した外交官領事官試験を起源とする。現在は他省庁と合同の国家公務員採用総合職試験によってキャリア官僚が選抜される。一般に外交官試験は総合職（旧I種）の採用試験を指すが、専門職員が外交官となった例も多い。

## 学歴
長らく大学卒業を要件としなかったため、多くの外交官が大学を中退している。例として松岡洋右は、オレゴン大学卒業後に東京帝国大学を目指して明治法律学校に在籍していたが、外交官及領事官試験に首席で合格し、明治法律学校を中退している。

外務公務員採用I種試験は20歳から受験可能な一方で合格者名簿の有効期間が1年（国家公務員採用I種試験合格者の名簿は3年）と短かったため、合格者の中には大学を3年時に中退して入省した者もおり、それら「大学中退」者が、かえって飛び級的名誉とされていたという。当時は「外交官に比べれば、東大・法など霞んで見える」とまで言われた。

## 沿革
- 1894年 - 外交官領事官及書記生任用令により外交官及領事官試験（所謂旧外交官領事官試験）開始
- 1918年 - 高等試験外交科（高等文官試験外交科）開始
- 1942年 - 外交科が行政科に統合
- 1944年 - 高等試験廃止、任用試験特例による採用を行う
- 1946年 - 高等試験行政科が復活する
- 1947年 - 外交官領事官試験（所謂新外交官領事官試験）
- 1958年 - 外交官領事官採用試験上級試験開始
- 1959年 - 外務省公務員採用上級試験開始
- 1985年 - 外務公務員採用I種試験
- 2001年 - 外務公務員採用I種試験が国家公務員採用I種試験（国I）に統合
- 2012年 - 国家公務員採用I種試験が国家公務員採用総合職試験に改正